# Bandera de Wyoming
La bandera de l'estat de Wyoming, consisteix en la silueta d'un bisó americà. El color vermell simbolitza als nadius americans i la sang dels pioners que van donar les seves vides. El blanc és un símbol de puresa i rectitud. El blau és el color del cel i muntanyes distants. També és un símbol de la fidelitat, la justícia i la virilitat. El bisó representa la fauna local, mentre que el segell simbolitza el costum de la ramaderia.
La bandera va ser creada per Verna Keye qui va guanyar el concurs per al disseny de la bandera i va ser adoptada el 31 de gener de 1917.
El 2001, l'Associació Vexil·lològica Nord-americana va realitzar una enquesta entre els seus membres on es triaven els millors dissenys de 72 banderes dels EUA i el Canadà, en finalitzar-la la bandera de Wyoming va quedar en la posició 23 d'entre les 72 banderes.